# 无敌三四郎
《无敌三四郎》是牛次郎擔任原作、神矢みのる負責作画的日本漫画作品，在《週刊少年Champion》1982年34号至1985年21号連載。1983年播放原作改编電視动画。2003年出版續作《プラレスラーVAN》。

## 故事介绍
模型摔角在日本的正式比賽到了第三屆，黑崎得到了冠軍。此時業餘模型摔角手素形三四郎突然出現向黑崎挑戰，三四郎雖然未能立即與黑崎對戰，但在之后的个人比賽中他的柔王丸打敗了黑崎的哈里根。這个比赛令三四郎捲入了一場關係到世界和平的陰謀里，他與柔王丸就不斷受到不同人的挑戰。

## 電視动画

### 製作人员
- 原作：牛次郎、神矢みのる
- 企画：春日東
- 監督：湯山邦彦
- 系列構成：藤川桂介
- 人物設定：いのまたむつみ
- 機械設定：小原渉平、豊増隆寛
- 美術監督：水野尾純一 → 勝又激
- 編輯：掛須秀一
- 音響監督：松浦典良
- 音樂：槌田靖識
- 製作人：大貫伊佐雄、片岡義朗
- 制作協力（動畫制作）：カナメプロダクション
- 製作：東宝株式会社、旭通信社

### 主題歌
「P.M.P.」是プラモデル・マイコン・プロレス的簡稱。
片頭曲「夢操作P.M.P.1」 / 片尾曲「クラフト・ラブ」
作詞：牛次郎，作曲：謝花義哲，編曲：槌田靖識，歌：片桐圭一